# Инфаркт (албум)
Инфаркт је други албум хрватске групе Атомско склониште. Албум садржи 10 песама од којих су хитови Без капута, Дјевојка бр. 8, Паклени возачи и Они што долазе за нама. Изашао је 1978. године у издању ТВ Љубљане.
Дигитално рестаурисана верзија је изашла 2007.

## О албуму
Након успеха албума првенца, група снима материјал за наредни албум.
Снимљено и миксовано у Студију Академик, септембра 1978. ЛП садржи унутрашњи омот са текстовима и књижицу (24 стране) са црно-белим фотографијама чланова бенда. Књижица је саставни део албума. ЛП је упакована у картонску кутију.
Праћен је спотовима за песме Без капута и Дјевојка бр. 8.